# FC Eintracht Altona
FC Eintracht Altona was een Duitse voetbalclub uit Altona, dat op dat moment nog een zelfstandig grootstad was. In 1900 was de club in Leipzig een van de stichtende clubs van de Duitse voetbalbond.
De club werd opgericht in 1897 en sloot zich datzelfde jaar nog aan bij de voetbalbond van Hamburg-Altona. Eintracht werd vijfde in het derde kampioenschap van die bond in 1897/98. Ook de volgende seizoenen bleef de club in de middenmoot hangen. In 1901/02 trok de club zich na de heenronde terug uit de competitie en werd opgeheven.